# 大将軍神社 (京都市北区)
大将軍神社（たいしょうぐんじんじゃ）は、京都市北区西賀茂角社町にある神社。旧社格は村社。京都市内に複数の「大将軍神社、大将軍社」が存在することから、それらを区別するために西賀茂大将軍神社（にしがもたいしょうぐんじんじゃ）と呼称することもある。

## 祭神
主祭神
- 磐長姫命（いわながひめのみこと）とその家族神四柱を祀る。

西賀茂地域（今原、鎮守庵、総門、田尻）の産土神（氏神）として崇敬されている。

## 歴史
神社案内板の由緒書きによると、創建は609年（推古17年）とされる。桓武天皇の平安京造営に際し、王城鎮護のため京都の四方に「大将軍神社」を祀り、当社を北方の守護神としたと伝えられる。古くは「須美社」「角社」（すみやしろ）とも呼ばれ、方違え（かたたがえ、かたちがえ）、疫除けの神として信仰を集めている。ただし、「角社」は大将軍神社とは別の神社であったという説や伝承もある。
また、創建当初からこの地域には瓦窯が設けられ、平安時代には官衙（かんが、古代の役所）の瓦を焼いていたとされる。近くにある神光院が慶円に創建される前には、京都御所に奉納する瓦職人の宿に用いられており、「瓦屋寺」と呼ばれていた。当社はその鎮守の社でもあった。
また「瓦屋寺」は江戸時代初めまで西賀茂大将軍神社の南側にあった正受寺をさすという説もある。正受寺は正伝寺と密接な関係を持つ寺で、正伝寺の古文書（弘化年間の寺の日記）によれば、江戸時代には正受寺というよりも正伝寺が大将軍神社と関わりを持っていた。それと同時に上賀茂神社とも関係があることは言うまでもない。

## 境内

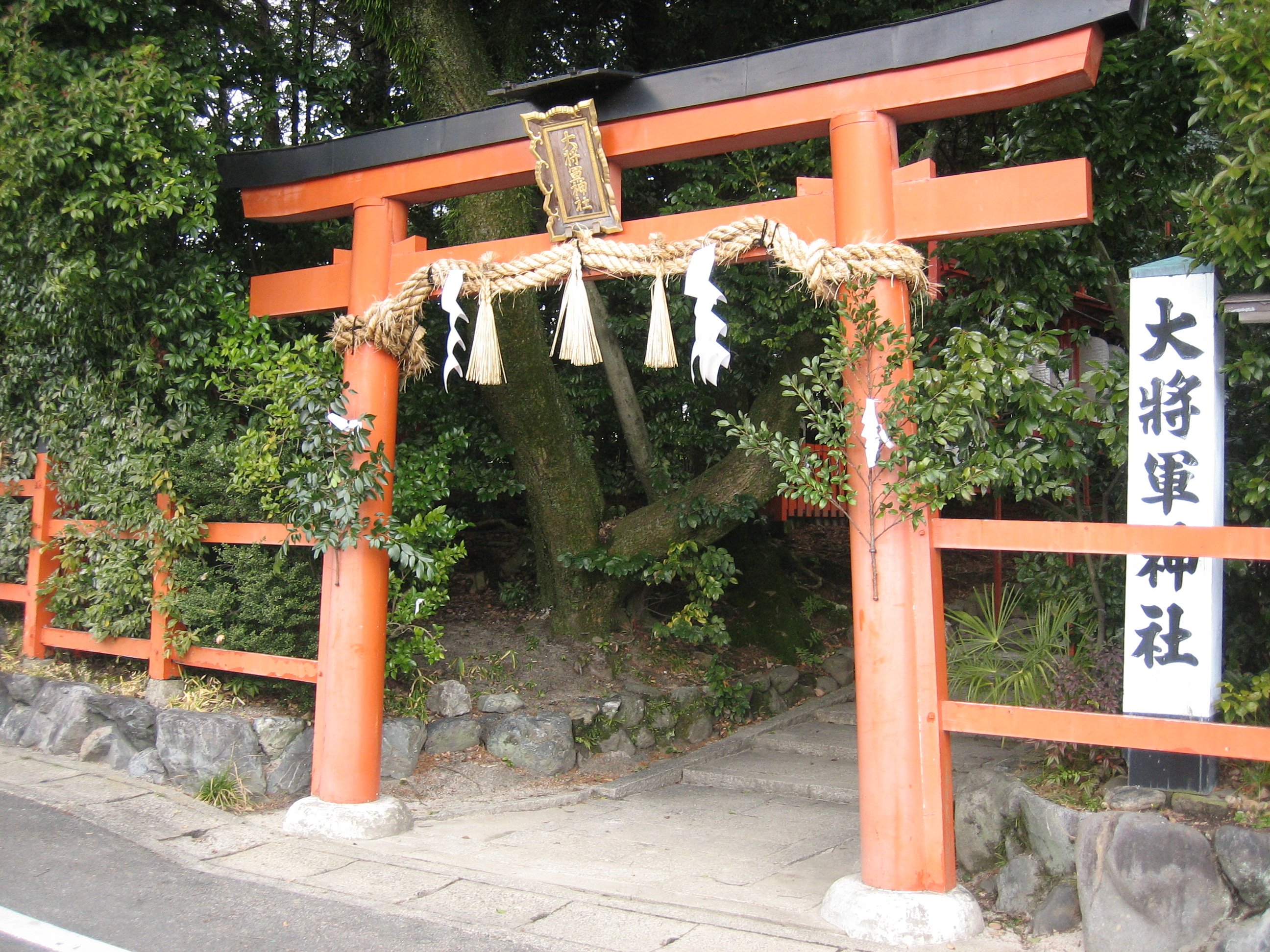
鳥居

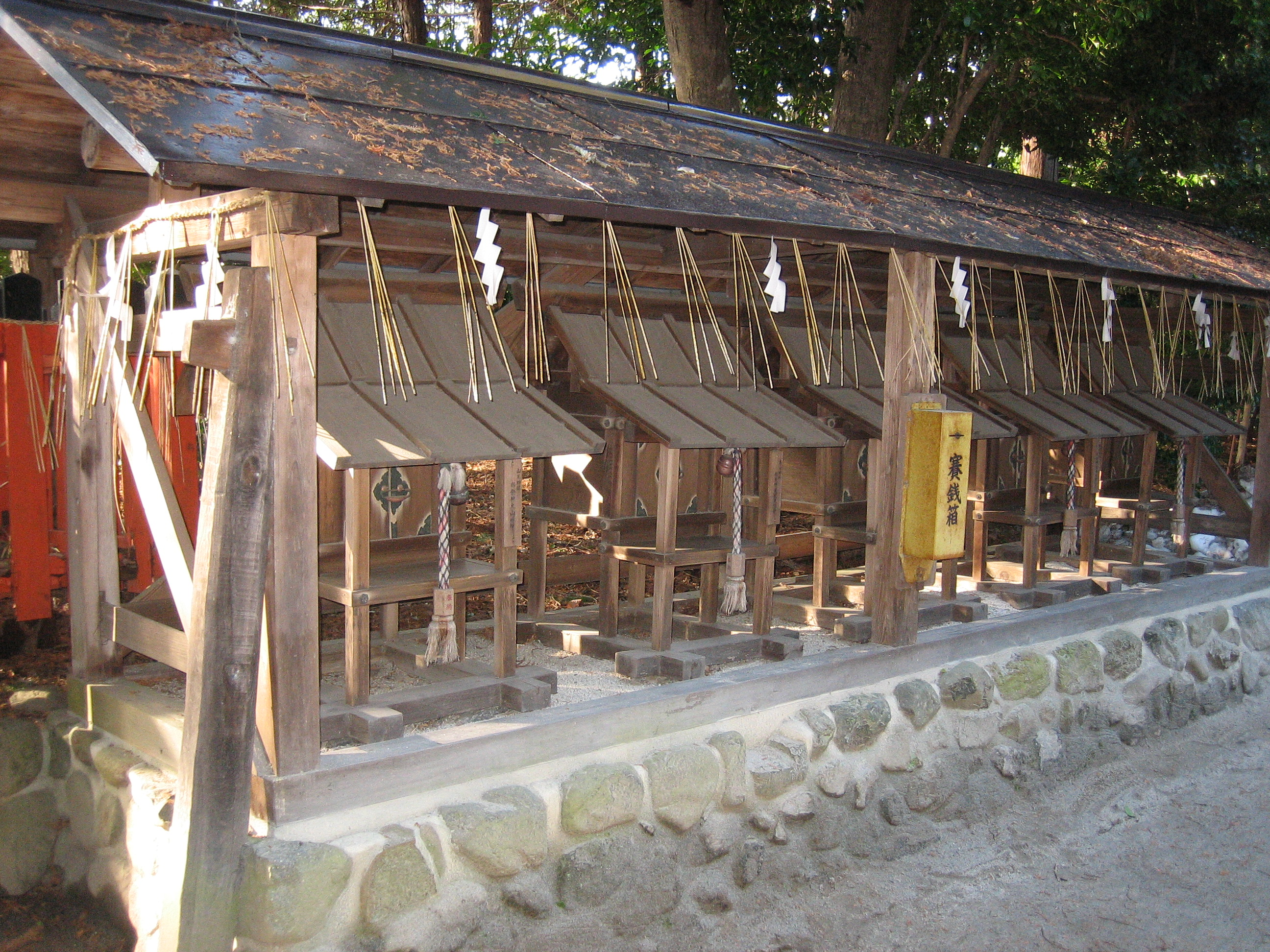
西側末社群

本殿は、1591年（天正19年）に造営された賀茂別雷神社（上賀茂神社）の摂社・片岡社旧本殿を、1628年（寛永5年）から1636年（寛永13年）の間に移築したものである。一間社流造（いっけんしゃながれづくり）で、賀茂社最古の建物とされている。同じく片岡神社の刻銘のある鉄燈籠（とうろう）とともに、1985年（昭和60年）に京都市指定有形文化財に指定されている。
また、境内に鎮座する建築物と、それを取り囲む樹木とが一体となって、鎮守の森としての境内景観を留めており、京都市によって当社境内全域も「大将軍神社文化財環境保全地区」に決定されている。

## 境内社

### 東側末社群
- 角社 – 素戔嗚尊（すさのおのみこと）、本来は大将軍か牛頭天王
- 片岡神社 – 事代主神（ことしろぬしのかみ）
- 貴船神社 – 高龗神（たかおかみのかみ）
- 稲荷神社 – 宇気母智神（うけもちのかみ）

### 西側末社群
- 愛宕神社 – 火之迦具神（ほのかぐつちのかみ）
- 松尾神社 – 大山咋神（おおやまくいのかみ）
- 八幡神社 – 応神天皇（おうじんてんのう）
- 春日神社 – 天児屋根命（あめのこやねのみこと）
- 山王神社 – 大山咋命（おおやまくいみこと）

## 祭礼
- 歳旦祭 （1月1日）
- 春祭 （4月29日）[10]
- 大祓 （6月30日）
- 虫送り （土用の丑の日）
- 八朔 （9月1日）
- お火焚 （11月23日）[11]
- 大祓 （12月31日）

### 例祭
10月の、概ね23日より前の日曜日に、当社の例祭が挙行される。前夜に宵祭の神事として餅搗（もちつき）を行う。例祭行列の主役とされる「乙女」（主に小学校高学年の女子七名が務める）を始め、「総代」（氏子各町会長）、「宮詣」（乙女の警護を担う男性）、「稚児」（主に就学前児童）、そして「神輿若中」（主に小学生）などの行列が、古来の衣装に身を包んで、賑やかに氏子町内を練り歩く。

## 現地情報
所在地
- 京都市北区西賀茂角社町129

交通アクセス
- 最寄駅：京都市営バスバス停「神光院前」下車後、徒歩約10分（南へ約800m）

周辺
- 吉祥山正傳寺（吉祥山正傳護國禪寺） – 臨済宗南禅寺派の諸山
- 放光山神光院 – 真言宗系単立
- 日照山法雲寺 – 浄土宗西山深草派[12]。中京区清水町の清水山洗心院法雲寺（菊野大明神）[13]とは別の寺院。
- 上賀茂神社
- 紫野大将軍社
- 淨心院 – 大宮薬師山東町。黄檗宗。
- 白毫山一樣院 – 大宮薬師山東（薬師山中）。黄檗宗。
- 浄土宗 慈源寺 – 大宮南田尻町
- 浄土宗 來迎山西方寺 – 大宮南田尻町
- 清凉山（清涼山）靈源皇寺（霊源寺） – 西賀茂北今原町。臨済宗系単立。[14]
  - 透静庵
- 川上大神宮社（大神宮社、川上大神宮、川上神社）[15]
- 妙晃寺 – 西賀茂川上町